# Теодрос II
Теодро́с II, известный также как Феодор или Фёдор II (1818, Шерхи, провинция Куара — 13 апреля 1868) — император (нгусэ нэгэст) Эфиопии (Абиссинии) с 1855 года. Долгие годы воевал с другими претендентами на престол, пока ему не удалось объединить Эфиопию в единую империю.

## Биография
До провозглашения императором носил имя Касса Хайлю. Сын мелкопоместного феодала из Куары (Квары), мать была незнатного происхождения. Вначале готовился к духовной карьере, получил образование и жил при монастыре. Однако монастырь был разорён, и Касса простым воином вступил в отряд своего дальнего родственника. Через некоторое время он провозгласил себя дэджазмачем и стал фактически разбойником (шыфта).
На этом поприще Касса достиг значительных успехов, он стал представлять угрозу для правителей северных областей. После женитьбы на дочери Али Тоуабеч он в качестве приданого получил провинцию Куара. Подчинив своей власти территории к западу и северу от озера Тан, он в 1852 году начал борьбу за власть над всей Эфиопией. Разбив своих противников в сражениях при Гур Амба (27 ноября 1852 года), Айшале (29 июня 1853 года) и Дэрэсэнь (9 февраля 1855 года), он объединил северную и центральную Эфиопию и объявил себя императором под именем Теодрос II. Пытаясь упрочить свою власть, Теодрос приказал свезти всех отпрысков правящих домов покоренных областей в качестве заложников в крепость Мэкдэлу. Среди них был и наследник престола области Шоа Сахле-Марьям, будущий Менелик II.
Пытаясь превратить Эфиопию в сильное централизованное государство, приступил к проведению ряда реформ с целью объединения в руках верховного правителя всех государственных доходов. При этом были уменьшены налоги и поборы с сельского населения. Занимался созданием единой армии, запретил работорговлю.

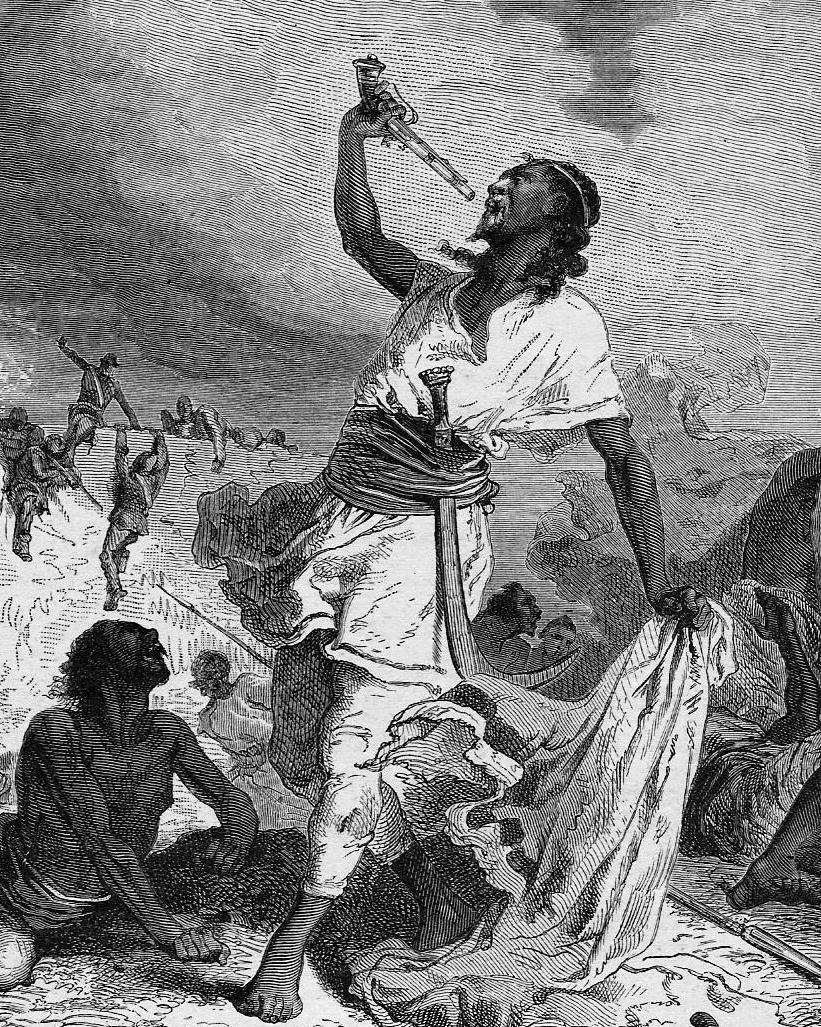
Самоубийство Теодроса II

Реформы Теодроса II вызвали недовольство и упорное сопротивление ряда крупных феодалов и князей Эфиопии. Князей поддержали англичане, которые, видя в установлении сильной центральной власти во главе с Теодросом угрозу своим интересам на Северо-Востоке Африки, развязали англо-эфиопскую войну 1867—1868. После взятия англо-индийскими войсками крепости Мэкдэла Теодрос II, не желая сдаваться в плен, покончил с собой. По иронии судьбы, он застрелился из пистолета, который ему подарила королева Виктория.
Британцы захватили Тируорк Вубе, вдову императора, и их малолетнего сына, наследника престола Алемайеху. Императрица вскоре умерла, а Алемайеху был вывезен в Великобританию, учился в престижной частной школе, поступил в военную академию, но заболел плевритом и скончался через 11 лет после пленения. Юноша был захоронен в усыпальнице английских королей — часовне Св. Георгия в Виндзорском замке.
Британский актёр русского происхождения сэр Питер Устинов утверждал, что является потомком дочери Теодроса II, бывшей замужем за швейцарским инженером.